# Nannfeldtia phegopteridis
Nannfeldtia phegopteridis är en svampart som beskrevs av Lennart Holm och Kerstin Holm. 
Nannfeldtia phegopteridis ingår i släktet Nannfeldtia, familjen Leptopeltidaceae och divisionen sporsäcksvampar. Arten är reproducerande i Sverige.